# Teatro Internacionalista

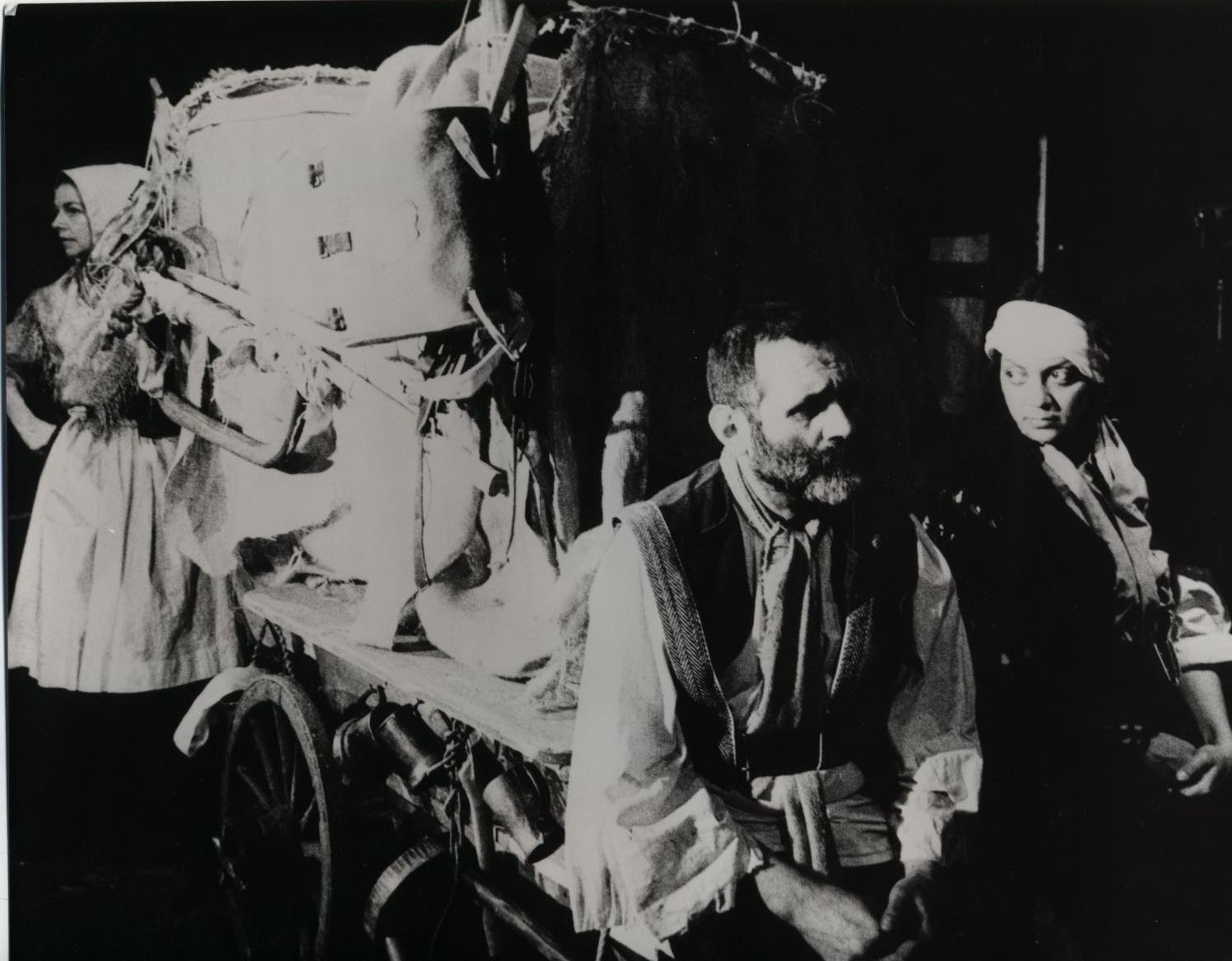
Renu Setna:Capelão ,Josephine Welcome:Kattrin, Margaret Robertson:Mãe Coragem, em Mãe Coragem e Seus Filhos por Bertolt Brecht, Teatro Internacionalista

Teatro Internacionalista  (Internationalist Theatre) é a companhia de teatro de Londres fundada pela atriz sul-africana de origem grega Angelique Rockas em abril de 1981 para ser a pioneira na performance de dramaturgia clássica e peças contemporâneas com elencos multi-raciais e multi-nacionais. A empresa foi originalmente nomeada New Internationalist Theatre.
O jornal britânico The Stage em sua página 'Theatre News' em abril de 1981 anunciou a intenção da empresa de "afirmar uma política multi-racial de dramaturgia, com uma mistura de artistas de diferentes grupos culturais ... incluindo britânicos nativos" em sua próxima produção. O Balcão de Jean Genet com a atriz britânica de Sierra Leonie, Ellen Thomas é a protagonista de Irma. Ann Morey em seu BBC Serviço Latino-Americano (agora BBC Mundo) transmitido sobre o desempenho do El Campo  Griselda Gambaro observa "uma companhia de teatro que quebra barreiras culturais e raciais". Peter Hepple de The Stage descreve a realização da produção da Matriz Mãe e dos Filhos de Brecht como uma "peça teatral épica com um elenco multi-nacional" que incluiu o ator paquistanês Renu Setna como Capelão, Yves Aubert,Joseph Long e Angelique Rockas como Yvette .

## Trabalho de Teatro Internacionalista
- O Balcão de Jean Genet traduzida por Bernard Frechtman (Junho 1981);[11][12][13][14][15]
- A primeira estréia britânica de qualquer obra do grande dramaturgo latino-americano Griselda Gambaro, El Campo traduzido por William Oliver (Outubro 1981);[16][17][18]

- Mãe Coragem e Seus Filhos de Bertolt Brecht, traduzidos por Eric Bentley (Março 1982);[19][20][21][22]
- Estreia britânica de Liola de Luigi Pirandello (Julho 1982), dirigida por Fabio Perselli, que também fez a tradução;[23][24][25][26]
- A estréia britânica de In the Bar of a Tokyo Hotel por Tennessee Williams (Maio 1983);[27][28][29]
- Senhorita Júlia / Menina Júlia (Fröken Julie) de August Strindberg traduzida por Michael Meyer (Janeiro 1994);[30][31][32][33][34]
- Os inimigos de Máximo Gorki , uma produção com Ann Pennington, (Março 1985).[35][36][37][38][39][40]

Para mais detalhes sobre o Teatro Internacionalista veja; Angelique Rockas

## Archivo
- Bertolt-Brecht-Archiv Akademie der Künste
- Biblioteca Britânica.